# Gryphenhübeli/Thunplatz
Gryphenhübeli/Thunplatz ist ein Quartier der Stadt Bern. Es gehört zu den 2011 bernweit festgelegten 114 gebräuchlichen Quartieren und liegt im Stadtteil IV Kirchenfeld-Schosshalde, dort im statistischen Bezirk Gryphenhübeli. Es grenzt an die Quartiere Oberes Kirchenfeld, Bärenpark, Egelmoos, Ostring und Elfenau/Brunnadern.
Im Jahr 2022 lebten im Quartier 1881 Einwohner, davon 1531 Schweizer und 350 Ausländer.
Der Name des Gryphenhübeli-Quartiers geht auf Franz Samuel Gryph, den Besitzer des Wyttenbacher-Guts, zurück. Zeitweise hiess es auch Egggut oder Gut beim Kirchenfeldhübeli.